# Moscheea Selimiye din Nicosia
Moscheea Selimiye este o moschee din orașul Nicosia, Cipru. Inițial a fost catedrală romano-catolică. Lăcașul este cel mai vechi și cel mare monument de arhitectură gotică existent în Cipru.

## Istoric
Construcția catedralei gotice a început în anul 1209, sub patronajul lui Thierry, arhiepiscopul Ciprului din aceea perioadă. În anul 1228, în vremea arhiepiscopului Eustorge de Montaigu, catedrala era în mare parte finalizată. Lucrările au fost grăbite în anul 1248 odată cu venirea în Cipru a regelui Ludovic al IX-lea al Franței cu ocazia pregătirilor pentru Cruciada a șaptea. Cu toatea acestea, construcția a fost încetinită din cauza unor cutremure din 1267, 1270 și 1303. Cutremurul din 1270 a fost cel mai grav provocând prăbușirea unei părți din nava catedralei. Arhiepiscopul Giovanni del Conte a supravegheat personal lucrările, în perioada 1319-1326 fiind construite fațada, contraforturile, baptiseriul și o capelă alăturată. În anul 1326 catedrala a fost sfințită primind hramul Sfintei Înțelepciuni (în limba greacă Aghia Sofia) și inaugurată în urma unui mare carnaval. Conform unor savanți, alegerea acestui hram sugerează că pe locul catedralei ar fi existat o veche biserică bizantină ce ar fi purtat același hram ca și marea catedrală din Constantinopol. Cu toate acestea nu există dovezi arheologice clar stabilite care să demonstreze acest fapt, dar există un manuscris bizantin din secolul al XI-lea ce menționează în Nicosia existența unei biserici cu hramul Sfintei Sofia. Aceasta era locul de încoronare al regilor Ciprului.
În anul 1347 papa Clement al IV-lea a emis o bulă papală pentru încurajarea participării cetățenilor din Nicosia la lucrările de renovare ale catedralei, afectată în urma unor alte cutremure. În anul 1359 Peter Thomas, legatul papal în Cipru, a încuiat în catedrală toți preoții și episcopii ortodocși greci din oraș predicându-le convertirea la catolicism. Strigătele lor au alertat locuitorii orașului, care au ars poarta de la intrare și au năvălit în biserică pentru a-i elibera. Legatul a fost dus în fața regelui, care a ordonat eliberarea clericilor ortodocși și mustrarea acestuia. 
În anul 1373 catedrala a suferit daune în timpul raidurilor genoveze. În urma unui nou cutremur din anul 1491 ce a deteriorat catedrala, Senatul de la Veneția, ce controla insula în această perioadă, a ordonat renovarea edificiului. Pe lângă aceata, venețienii au întărit și zidurile orașului rezultând unul dintre cele mai frumoase orașe medievale din Europa.
Între anii 1570-1571 Ciprul a fost cucerit de trupele otomane conduse de către comandantul Lala Mustafa Pașa. În timpul asediului asupra orașului din 1570, episcopul Francesco Contarini a ținut o ultimă predică creștină în catedrală în care îndemna oamenii, refugiați în lăcaș, să fie curajoși și să-și păstreze credința. La scurt timp după aceea, soldații otomani au năvălit în catedrală și l-au ucis pe episcop și pe alți prelați prezenți. Statuile, crucifixurile, altarele și restul mobilierului au fost aruncate afară și distruse, iar edificul a fost spălat și pregătit pentru ziua de vineri. Pe data de 15 septembrie, la rugăciunea de Vineri, în prezența comandantului Lala Mustafa Pașa, catedrala a fost oficial transformată în moschee. Edificiul a devenit proprietatea Fundației Sultanului Selim, fiindu-i adăugate și două minarete. În perioada otomană aceasta era cea mai mare moschee din Cipru și locul unde guvernatorul turc și ceilalți funcționari participau la rugăciunea de vineri. Lângă moschee au fost construite și două medrese sau școli islamice.
În anul 1949 s-au folosit pentru prima dată difuzoare la minarete pentru adhan. Pe data de 3 august 1954 muftiul Ciprului a redenumit oficial lăcașul ca Moscheea Selimiye, în onoarea sultanului Selim al II-lea, conducătorul imperiului în perioada în care a fost cucerită țara.

## Galerie de imagini

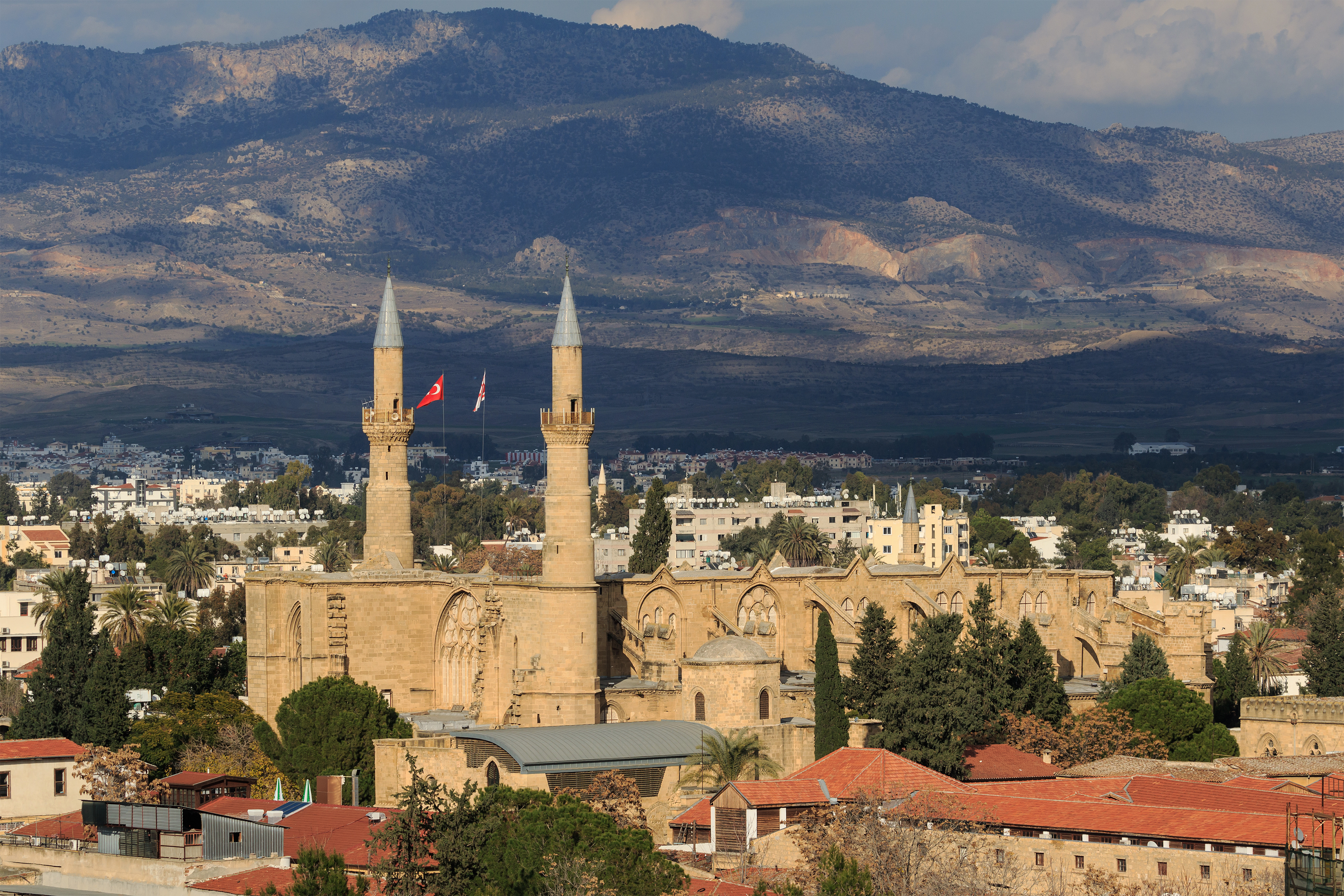
Vedere de ansamblu
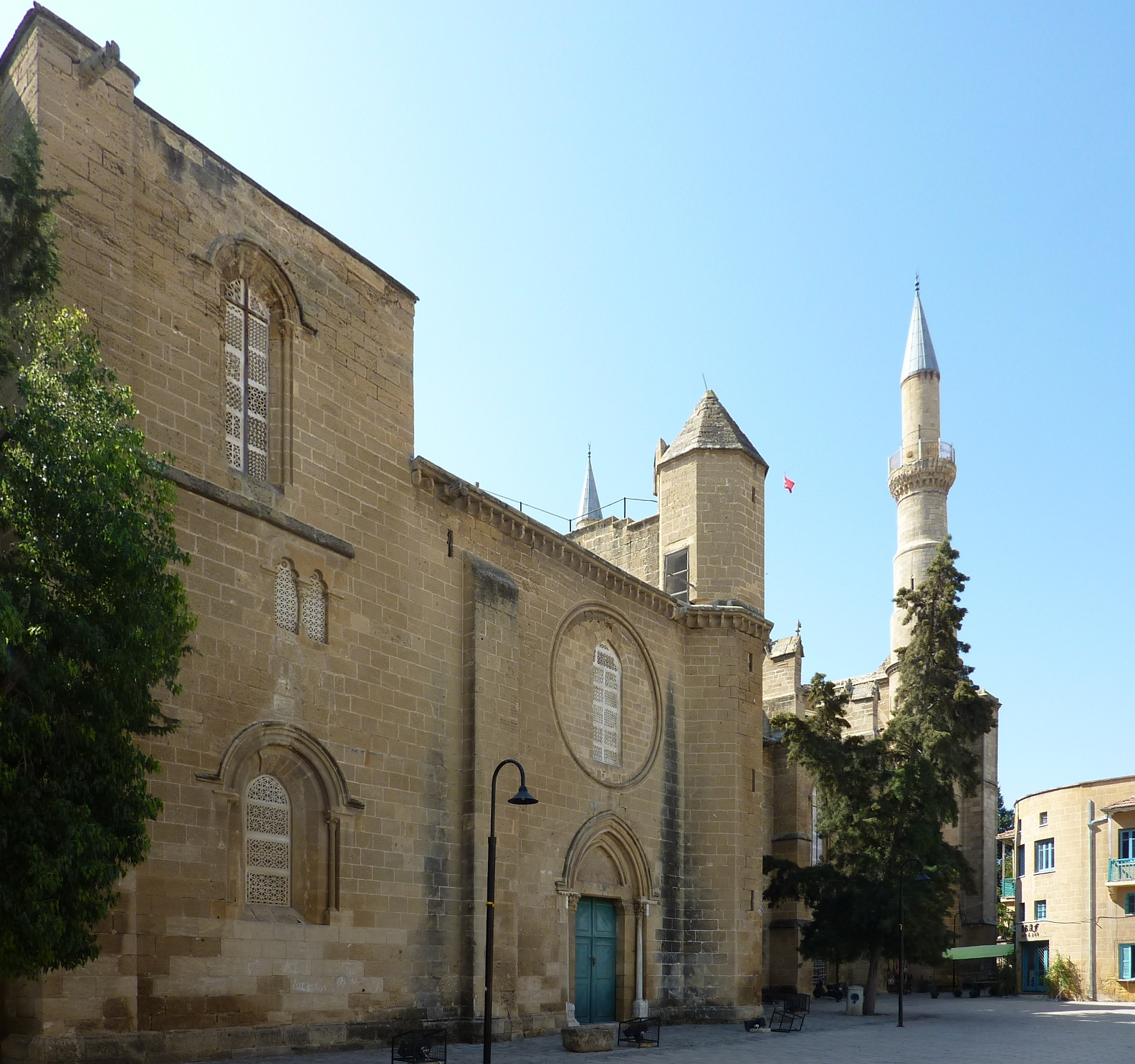
Absida
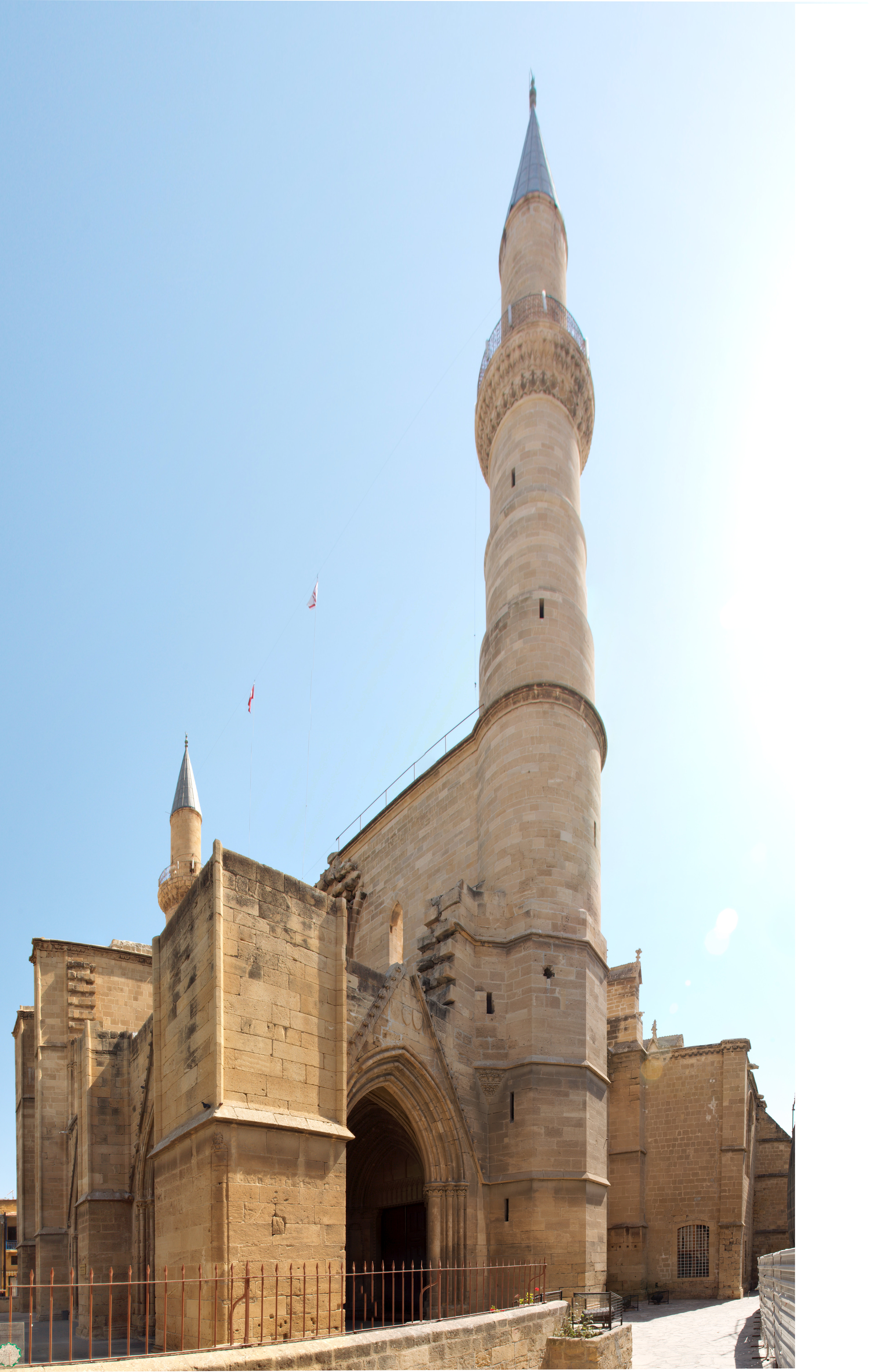
Un minaret
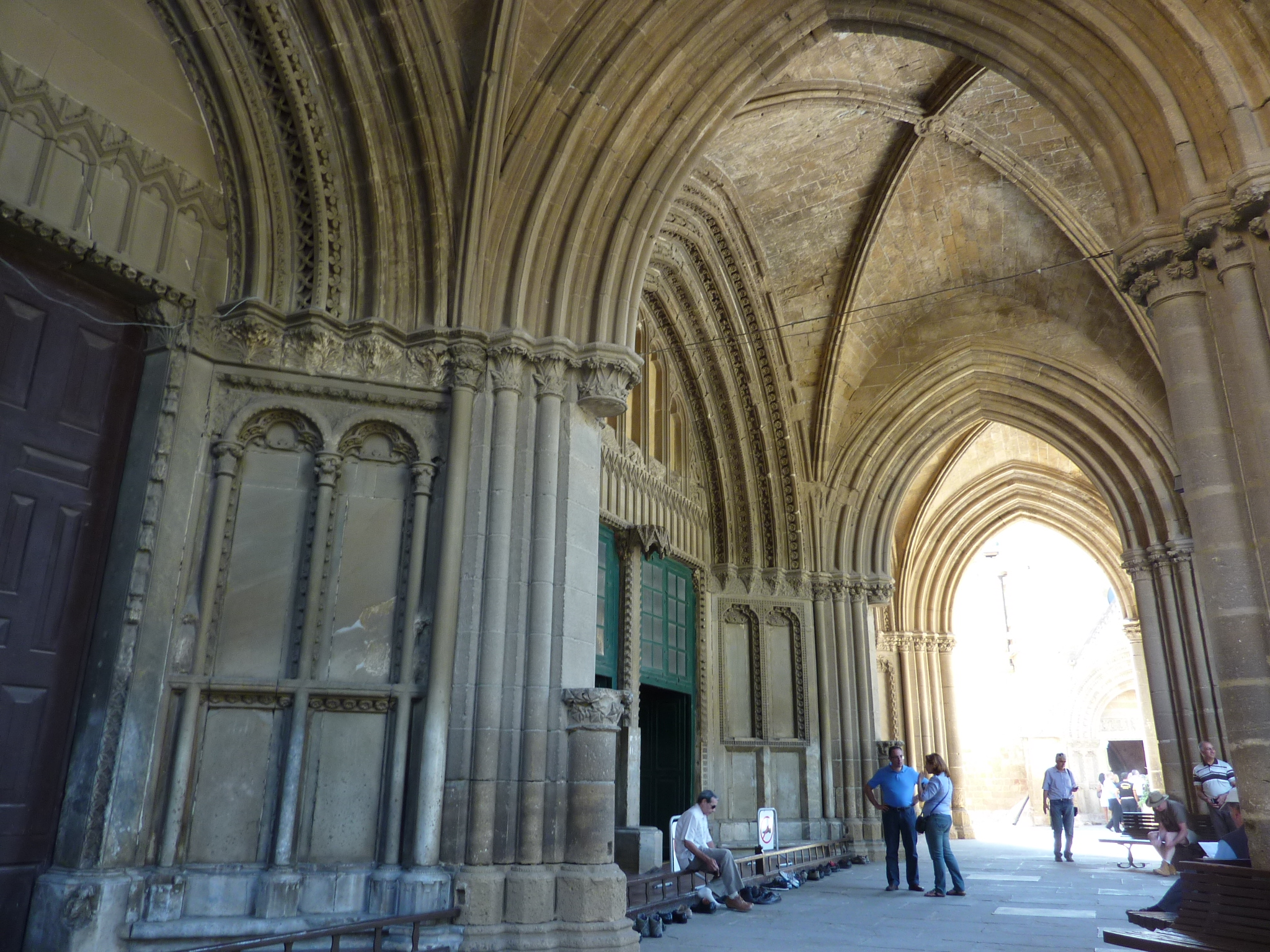
Bolți pe ogive
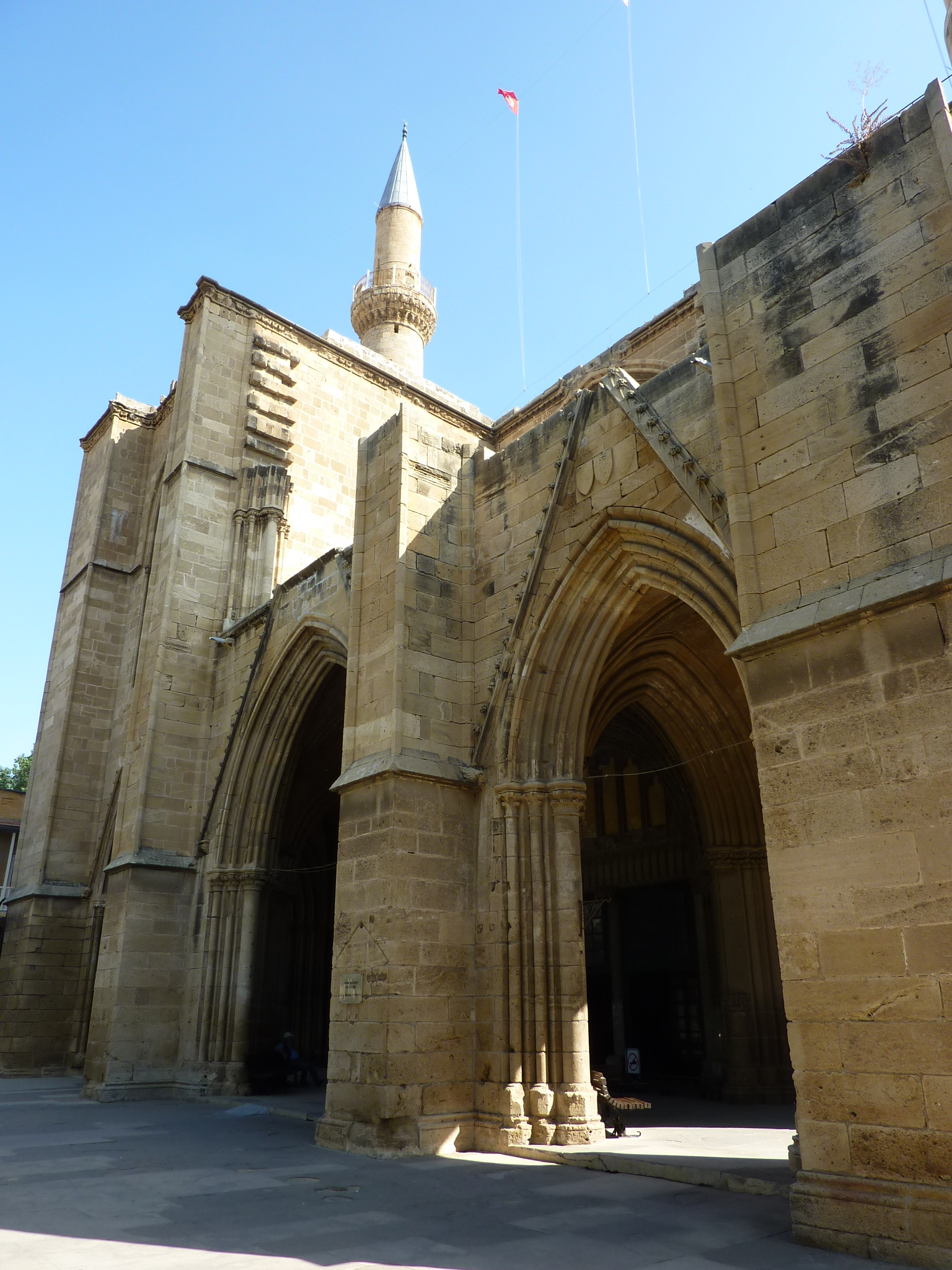
Portaluri
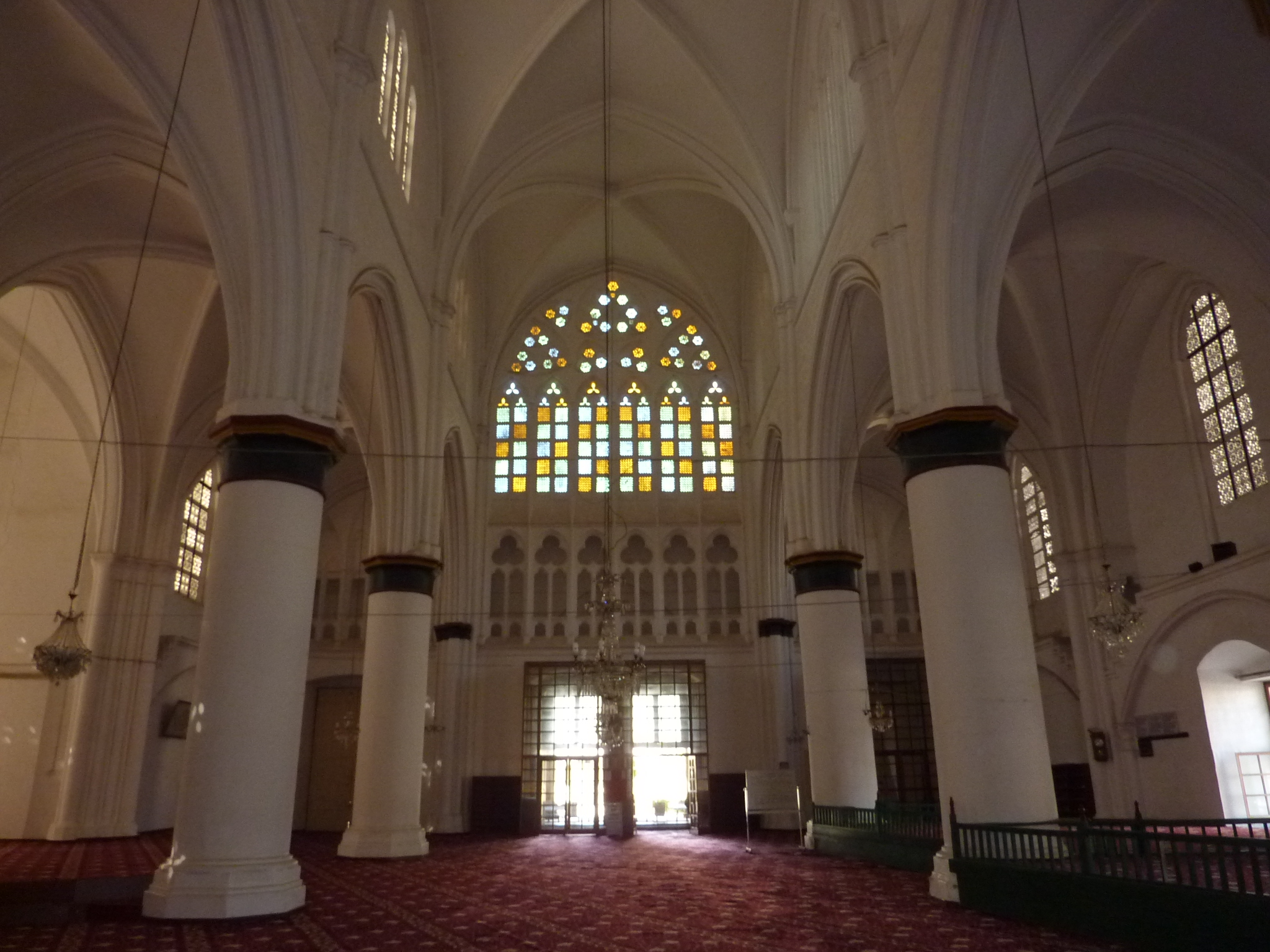
Nava principală
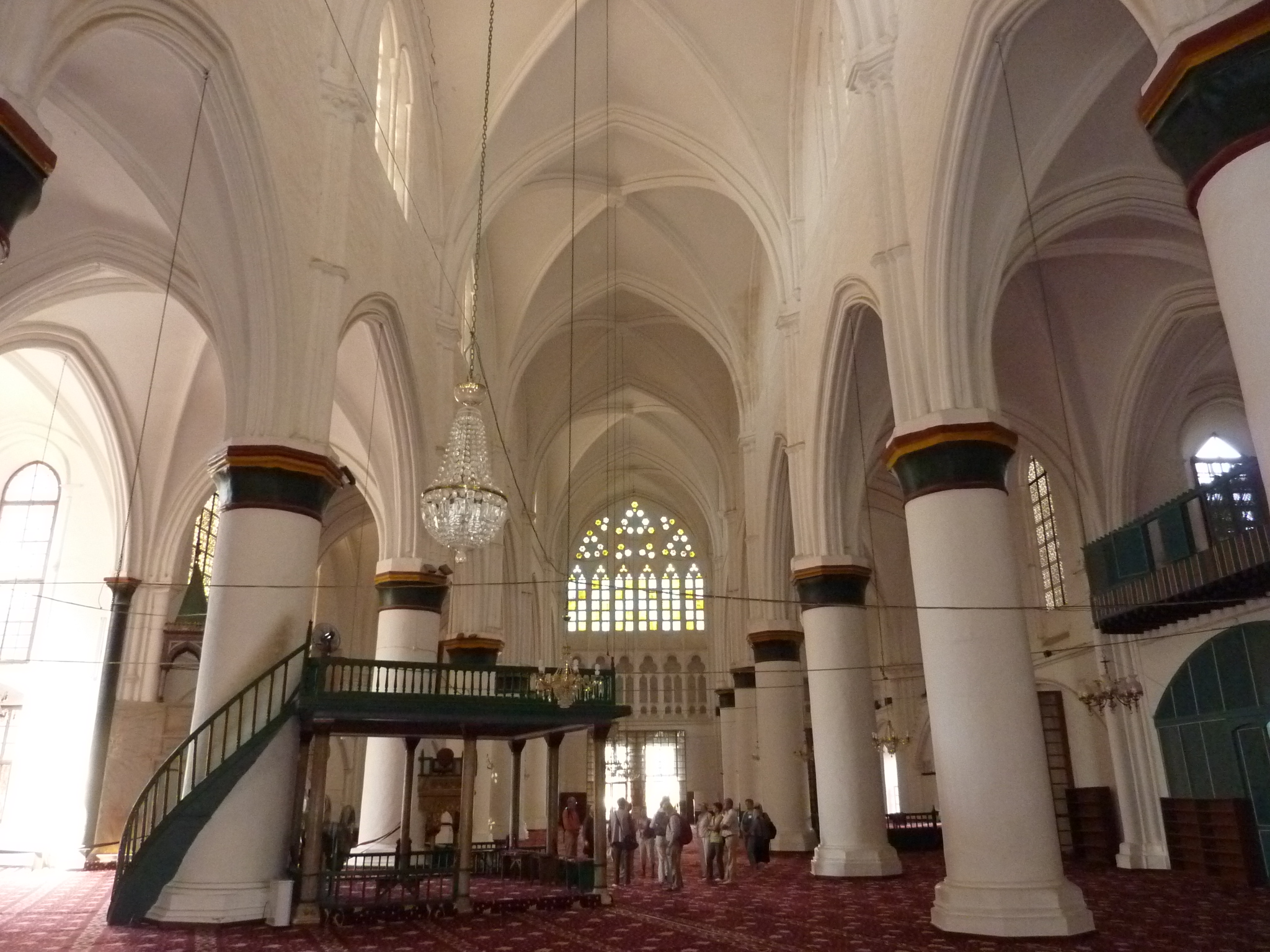
Interior
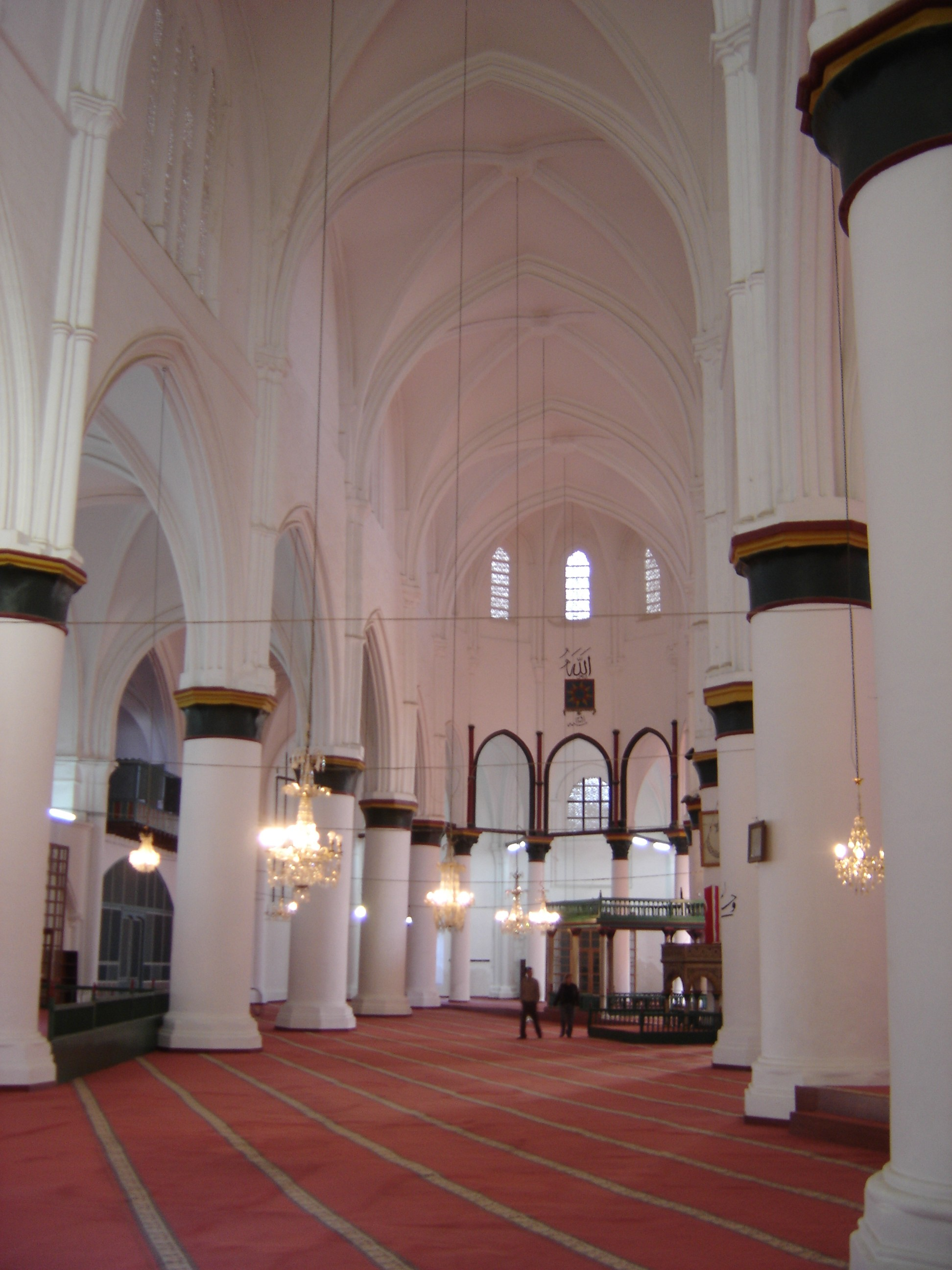
Navă laterală